# Movimiento de Afirmación Social
El Movimiento de Afirmación Social o simplemente MAS fue un movimiento político regional peruano, (2010-2023) cuya principal área de influencia es el Departamento de Cajamarca y actualmente el partido ha perdido su inscripción electoral por no lograr superar la valla electoral. 

## Historia
El MAS llegó a presidir el departamento de Cajamarca en el periodo 2011-2014 luego de ganar las elecciones regionales de 2010 en primera vuelta bajo la candidatura de su líder político y fundador Gregorio Santos con algo más del 30% de votos válidos. Este gobierno se caracterizó principalmente por el desarrollo de la electrificación y por la creación de instituciones educativas iniciales en la zona rural de la región. 
El movimiento volvería a obtener la victoria en primera vuelta en las elecciones de 2014, una vez más bajo la candidatura de Gregorio Santos y con algo más del 44% de votos válidos, sin embargo este nunca pudo asumir el cargo ya que se encontraba preso en el penal Ancón 1 cumpliendo con una orden de prisión preventiva por los presuntos delitos de cohecho pasivo, asociación ilícita y colusión en agravio del Estado. Ante esta situación el Jurado Nacional de Elecciones decidió reservar su credencial de gobernador regional hasta que se resuelva su situación jurídica, y por ello su cargo fue asumido por su vicepresidente Porfirio Medina Vásquez.
Para el periodo 2014-2018, el movimiento político está a cargo del Gobierno Regional de Cajamarca, cuatro alcaldías provinciales, varias alcaldías distritales y cuenta con doce consejeros regionales.
Muchos integrantes del movimiento volvieron a postular en las elecciones de 2018; con resultados desfavorables en aquella oportunidad, logrando en su candidatura regional solo 118 mil votos (algo más del 18.50% de votos válidos) ocupando el tercer lugar y sin oportunidad de competir en la segunda vuelta electoral, en esta ocasión bajo la candidatura del que fuera el Gobernador Regional encargado, Porfirio Medina y llevando un consejo regional. 
En junio de 2019, Gregorio Santos anunció su incorporación como militante del Partido Perú Libre del también político de izquierda, Vladimir Cerrón.

## Organización
El MAS se organiza a partir de comités territoriales (distritales, provinciales y regionales) y comités sectoriales. Su área de influencia principal es el departamento de Cajamarca.

## Elecciones
En su primera participación electoral ganó las elecciones regionales de 2010 en primera vuelta bajo la candidatura de su líder Gregorio Santos con algo más del 30% de votos válidos y volvería a ganar la elecciones regionales 2014 nuevamente bajo el liderazgo de Santos, pero este no podría asumir el cargo ya que se encontraba preso en el penal Ancón 1.

## Resultados electorales

### Elecciones regionales
|  | 30.76 % |

|  | 44.27 % |

|  | 18.59 % |

### Consejeros regionales
|  | 24.90 % |

|  | 35.97 % |

|  | 19.05 % |

### Elecciones municipales
| Año  | Alcaldías Provinciales              | Alcaldías Distritales               |
| Año  | Representantes                      | Representantes                      |
| ---- | ----------------------------------- | ----------------------------------- |
| 2010 | 1/13                                | 9/127                               |
| 2014 | 4/13                                | 27/127                              |
| 2018 | 1/13                                | 12/127                              |
| 2022 | No participaron en estas elecciones | No participaron en estas elecciones |

## Disolución
En diciembre del 2022 el partido perdería su inscripción ante el JNE por no superar la valla electoral, actualmente el partido está pasando por una restructuración tanto ideológica como estructural.

## Curiosidades
El nombre del partido tiene una inspiración en el partido Movimiento al Socialismo partido boliviano fundado por Evo Morales y que actualmente gobierna el Estado Plurinacional de Bolivia.